# 御影陣屋
御影陣屋（みかげ じんや）は長野県小諸市にあった天領代官所（代官陣屋）のひとつ。建物は現存しない。

## 特徴
小諸藩主西尾忠成の転封に伴い、東信濃に生じた天領を治めるために設置された。支配地域は一時、関東地方北西部の山間地にまで及んだ。一旦は廃止され、佐久郡内で移転を繰り返した後、再び御影に設置された。

## 沿革
- 天和2年（1682年）：東信濃の天領管轄のため平賀村（現・佐久市）に陣屋を設置。
- 元禄12年（1699年）：御影に陣屋を移す。
- 享保5年（1720年）：廃止。
- 寛延2年（1749年）：飯島陣屋の出張陣屋として再設置。
- 文政8年（1825年）：中之条陣屋の出張陣屋として移管。
- 慶應4年（1868年）：明治新政府により廃止され、尾張藩の取締役所となる。同年伊那県御影局となる。
- 明治3年（1870年）：中野県設置。
- 明治4年（1871年）：長野県成立。

## 歴代代官一覧
| 代 | 氏名              | 任期                                     |
| -- | ----------------- | ---------------------------------------- |
| 1  | 高谷盛直          | 元禄12年（1699年） 〜 正徳3年（1713年）  |
| 2  | 都筑正倚          | 正徳3年（1713年） 〜 享保2年（1717年）   |
| 3  | 都筑法景          | 享保2年（1717年） 〜 享保5年（1720年）   |
| 4  | 嶋豊勝            | 寛延2年（1749年） 〜 宝暦3年（1753年）   |
| 5  | 大草政美          | 宝暦3年（1753年）                        |
| 6  | 布施胤将          | 宝暦3年（1753年） 〜 宝暦11年（1761年）  |
| 7  | 横山政央          | 宝暦11年（1761年） 〜 宝暦12年（1762年） |
| 8  | 池田季庸          | 宝暦12年（1762年） 〜 明和5年（1768年）  |
| 9  | 飯塚英長          | 明和5年（1768年） 〜 安永2年（1773年）   |
| 10 | 遠藤良致          | 安永2年（1773年） 〜 天明8年（1788年）   |
| 11 | 鈴木正義 野口直方 | 天明8年（1788年）                        |
| 12 | 佐藤重矩          | 天明8年（1788年） 〜 寛政5年（1793年）   |
| 13 | 荻原友標          | 寛政5年（1793年）                        |
| 14 | 堀谷紀雄          | 寛政5年（1793年） 〜 寛政10年（1798年）  |
| 15 | 榊原長義          | 寛政10年（1798年） 〜 文化8年（1811年）  |
| 16 | 杉庄兵衛          | 文化8年（1811年）                        |
| 17 | 田口善行          | 文化8年（1811年） 〜 文化10年（1813年）  |
| 18 | 古橋久敬          | 文化10年（1813年）                       |
| 19 | 吉川貞幹          | 文化10年（1813年）                       |
| 20 | 川崎定安          | 文化10年（1813年） 〜 文政6年（1823年）  |
| 21 | 山本雅直          | 文政6年（1823年） 〜 文政8年（1825年）   |
| 22 | 荒井平兵衛        | 文政8年（1825年） 〜 文政10年（1827年）  |
| 23 | 井上五郎左衛門    | 文政10年（1827年） 〜 文政12年（1829年） |
| 24 | 大原四郎右衛門    | 文政12年（1829年） 〜 天保3年（1832年）  |
| 25 | 蓑笠之助          | 天保3年（1832年） 〜 天保5年（1834年）   |
| 26 | 大原左近          | 天保5年（1834年） 〜 天保13年（1842年）  |
| 27 | 森親之助          | 天保13年（1842年）                       |
| 28 | 石井勝之助        | 天保13年（1842年） 〜 弘化2年（1845年）  |
| 29 | 川上金吾助        | 弘化2年（1845年） 〜 嘉永2年（1849年）   |
| 30 | 鈴木大太郎        | 嘉永2年（1849年） 〜 安政元年（1854年）  |
| 32 | 森孫三郎          | 安政元年（1854年） 〜 安政5年（1858年）  |
| 33 | 木村董平          | 安政5年（1858年） 〜 文久元年（1861年）  |
| 34 | 安藤伝蔵          | 文久元年（1861年） 〜 文久3年（1863年）  |
| 35 | 甘利八右衛門      | 文久3年（1863年） 〜 慶応2年（1866年）   |
| 36 | 松本直一郎        | 慶応2年（1866年） 〜 慶應4年（1868年）   |